# Alfredo Breceda Mercado
Alfredo Breceda Mercado (Matamoros, 24 de mayo de 1886-Ciudad de México, 19 de septiembre de 1966) fue un militar mexicano que participó en la Revolución mexicana.

## Revolución Mexicana
En 1909 se afilió al movimiento armado, con el grado de Capitán segundo de caballería. En 1912 colaboró con el gobierno local de Venustiano Carranza; de quien fue secretario particular. 
Firmó como capitán primero el Plan de Guadalupe, del que redactó la primera versión, y defendió a Venustiano en la polémica que suscitó su escueto contenido. Luego negoció su aceptación entre los alzados de Sonora y Chihuahua. Durante el movimiento y gobierno de Venustiano Carranza desempeñó comisiones de carácter confidencial. 

## Política
Además, fue administrador general de Timbre, gobernador y comandante militar de San Luis Potosí, del 11 de abril de 1917 al 10 de junio del mismo año; gobernador del Distrito Federal, del 22 de enero al 21 de octubre de 1918, fecha en que pidió licencia para desempeñar el cargo de diputado al Congreso de la Unión, que ocupó hasta el 21 de mayo de 1919, haciéndose nuevamente del cargo del gobierno del Distrito Federal. 
Fue enviado extraordinario y plenipotenciario ante el gobierno de Suecia en mayo de 1937; tuvo el mismo cargo ante el gobierno de Panamá en 1941. Breceda también fue colaborador de periódicos y revistas. Autor de México revolucionario, obra en dos volúmenes de gran valor testimonial y documental. Murió en la Ciudad de México el 19 de septiembre de 1966 a los 80 años edad. 